# Moshood Abiola

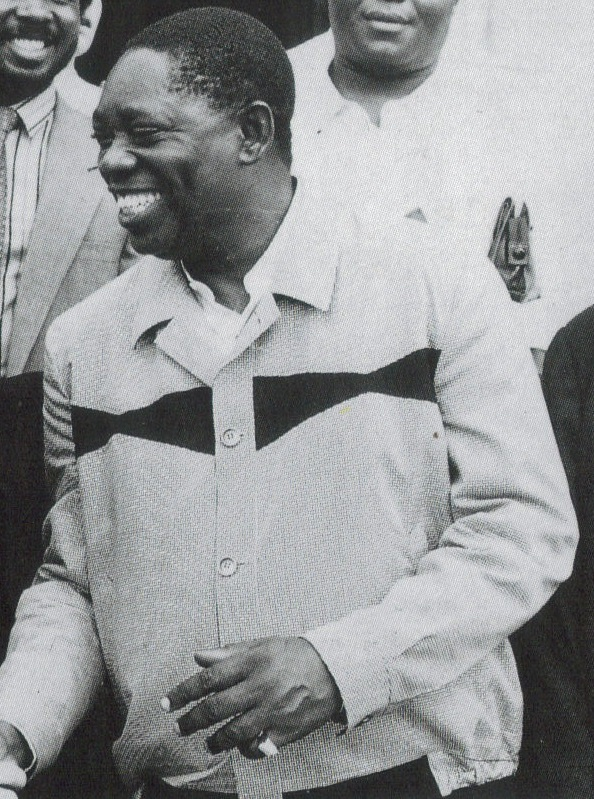
Moshood Abiola

Bashorun Moshood Kashimawo Olawale Abiola (* 24. August 1937 in Abeokuta; † 7. Juli 1998 in Abuja) war ein nigerianischer Politiker und Geschäftsmann. Er gewann die Präsidentschaftswahlen in Nigeria 1993, die ersten demokratischen Wahlen Nigerias, die jedoch von Ibrahim Babangida annulliert wurden. Ein Jahr danach rief sich Abiola zum rechtmäßigen Präsidenten Nigerias aus, daraufhin wurde er von dem Diktator Sani Abacha des Hochverrats angeklagt und eingesperrt. Er starb im Gefängnis an einem Herzinfarkt kurz vor seiner Entlassung.

## Leben
Moshood Abiola war der Sohn einer armen, muslimischen Yoruba-Familie im Süden Nigerias. Sein Mittelname Kashimawo soll „lasst uns warten und sehen“ heißen, den ihm seine Mutter gab, nachdem sie einige Fehlgeburten erlitten hatte und viele Babys nach kurzer Zeit verstorben waren.
Er ging zunächst auf die islamische Nawar Ud-Deen School und die christliche African Central School. Abiola schloss die Baptist Boys' High School ab und erhielt Anfang 1961 ein Stipendium, das ihm ermöglichte, Buchhaltung in Schottland zu studieren. 1963 erhielt er seinen Abschluss mit Auszeichnung und arbeitete als stellvertretender Hauptbuchhalter im Lagos University Teaching Hospital. Von 1969 bis 1988 arbeitete er schließlich für das amerikanische Unternehmen International Telephone and Telecommunications und wurde sogar Managing Director and Chief Executive. Diese Zeit ließ ihn zu einem reichen Mann werden und er gründete mehrere Firmen wie beispielsweise die Radio Communications of Nigeria im Jahr 1974. Er unterhielt Geschäftsbeziehungen in 60 Ländern, seine eigenen nigerianischen Firmen beschäftigten etwa 20.000 Mitarbeiter.
Seine politische Karriere begann Moshood Abiola erst 1979, als er in die National Party eintrat. 1993 trat er als Kandidat für die Social Democratic Party zu den Präsidentschaftswahlen an.
Abiola war mit mehreren Frauen verheiratet; unter seinen Kindern sind Yomi Abiola und Hafsat Abiola, eine bekannte Menschenrechtlerin, hervorzuheben.